# Liannan Yao Autonoom Arrondissement
Liannan Yao Autonoom Arrondissement of Liannan is een autonoom arrondissement in de Guangdongse stadsprefectuur Qingyuan in Volksrepubliek China. De meestvoorkomende gesproken dialecten zijn Yao dialecten, Kantonese dialecten en Hakka dialecten. Ten noordoosten van Liannan ligt Lianzhou, ten zuidoosten ligt Yangshan en het zuiden van Liannan grenst aan Huaiji. Het zuidwesten grenst aan Lianshan Zhuang en Yao Autonome Arrondissement en het westen aan de Hunanse Jianghua Yao Autonoom Arrondissement.